# Martin Wickramasinghe
Martin Wickramasinghe (Koggala, 29 maggio 1890 – Colombo, 23 luglio 1976) è stato uno scrittore cingalese.

## Biografia
Spesso considerato come il padre della letteratura moderna singalese, temi fondamentali dei suoi racconti sono la ricerca delle radici e la cultura e la vita del popolo dello Sri Lanka: inoltre le sue opere hanno esplorato e applicato conoscenze moderne nelle scienze naturali e sociali e quindi la letteratura, la linguistica, le arti, la filosofia, l'istruzione, il buddismo e la religione comparata.
I suoi libri sono stati tradotti in diverse lingue.